# Кумтогай
Кумтога́й (каз. Құмтоғай) — село у складі Іргізького району Актюбінської області Казахстану. Адміністративний центр Кумтогайського сільського округу.
Населення — 550 осіб (2021; 595 у 2009, 664 у 1999, 672 у 1989).